# نوه بزرگ سردار
نوه بزرگ سردار (به هندی: Sardar Ka Grandson) فیلمی محصول سال ۲۰۲۱ و به کارگردانی کاشوی نایر است. در این فیلم بازیگرانی همچون آرجون کاپور، نینا گوپتا، راکول پریت سینگ، ادیتی رائو حیدری، جان آبراهام، سونی رازدان و پریا تاندون ایفای نقش کرده‌اند.